# Vanja Iveša
Vanja Iveša (* 7. Juli 1977 in Pula, SFR Jugoslawien) ist ein ehemaliger kroatischer Fußballtorwart.

## Karriere

### Verein
Iveša begann seine Karriere in seiner Heimat beim NK Istra Pula, bei dem er bis zum Sommer 1997 ausgebildet wurde. Am 1. Juli 1997 wechselte er ablösefrei zum Erstligisten HNK Rijeka, wo er bis zum Saisonende 2000/01 unter Vertrag stand. Zur Saison 2001/2002 wechselte er ablösefrei zum NK Novalja, die Saison später wechselte er für eine Saison zum australischen Verein Sydney United, der von kroatischen Immigranten gegründet wurde, bis er wieder in Kroatien für den NK Zminj.
2008 wechselte er zum neuen Süper-Lig-Aufsteiger Eskişehirspor. Hier eroberte er auf Anhieb einen Stammplatz und war vier Jahre lang in der Position des Stammtorwarts tätig. Zum Ende der Saison 2011/12 wurde auf Anweisung des Trainers Ersun Yanal sein auslaufende Vertrag nicht verlängert.
Iveša einigte sich einige Wochen nach seinem Abschied von Eskişehirspor mit dem Süper-Lig-Aufsteiger Elazığspor. Dieser Verein wurde von Bülent Uygun trainiert unter dem Iveša bereits bei seinem vorherigen Klub spielte. Im Februar 2015 verließ er Elazığspor zum NK Opatija. Im Februar 2018 war er der älteste Spieler, der je in der ersten kroatischen Liga gespielt hat. Bis zu seinem Karriereende im Juli 2021 spielte Iveša zwischenzeitlich sowohl für Istra 1961 als auch für NK Opatija.
Seit 2024 ist er Torwart-Trainer bei Göztepe Izmir.